# Eastbourne Pier

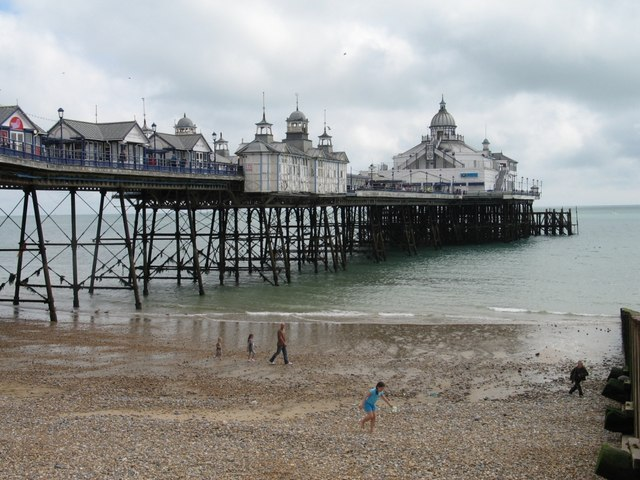
Eastbourne Pier

Der Eastbourne Pier ist eine 300 m lange Seebrücke in der südenglischen Stadt Eastbourne in East Sussex. 

## Geschichte
Er wurde zwischen 1866 und 1872 von dem Architekten Eugenius Birch erbaut. Der Pier wurde am 13. Juni 1870 durch Lord Edward Cavendish eröffnet. In den folgenden Jahren wurden auf der Seebrücke stilvolle Aufbauten errichtet, die für Vergnügungsstätten, Cafés und Imbissstände genutzt wurden. Das am hinteren, seewärtigen Teil befindliche, aus der Zeit der Jahrhundertwende (1899–1901) stammende Gebäude mit Theater sowie einer Bar und einer Camera obscura brannte im Jahr 1970 ab. Nach dem Wiederaufbau des Gebäudes wurde es u. a. für einen Nachtclub genutzt. Die Camera obscura wurde im Jahr 2003 rekonstruiert und durch eine neue Treppe zugänglich gemacht. Die Anlage steht unter Denkmalschutz (seit Mai 2009: Listed Building Stufe II*). Der Pier gehört der privaten Six Piers Ltd.

### Brand 2014
Am Nachmittag des 30. Julis 2014 brach gegen 15 Uhr Ortszeit ein Feuer in der „Blue Saloon“ genannten Haupthalle, die seit vielen Jahrzehnten als „Spielhalle“ mit „Slotmaschines“ und anderen Geräten diente, aus. Diese sowie einige kleinere Stände wurden durch den Brand zerstört. Der Pier konnte rechtzeitig evakuiert werden, so dass keine Personen verletzt wurden. Ca. 80 Feuerwehrleute des East Sussex Fire & Rescue Service aus Eastbourne und den umliegenden Städten sowie der Besatzungen der Lifeguard des Seebades und der Coastguard waren an dem Einsatz beteiligt, der bis in die späte Nacht dauerte. Dabei behinderten ein geringer Wasserdruck und die fortschreitende Ebbe die Löscharbeiten. Erst fast zwei Stunden nach Brandausbruch wurde ein Hublift zur Bekämpfung der Flammen von oben eingesetzt. 
Die Zerstörungen betrafen ungefähr ein Drittel des gesamten Piers. Lediglich das Metallgerippe der Halle, z. T. mit durch die Hitzeeinwirkung stark verbogenen Trägern, blieb stehen. Der Eingangsbereich des Piers sowie der seewärtige hintere Teil mit dem Teesalon und dem großen runden Endgebäude mit der Diskothek „Atlantis“ blieben erhalten, waren danach aber nicht mehr zugänglich. Erste Instandsetzungsmaßnahmen führten dazu, dass der Pier seit Oktober 2014 wieder betreten werden kann; weitere Wiederaufbauarbeiten sind abgeschlossen.

## Galerie

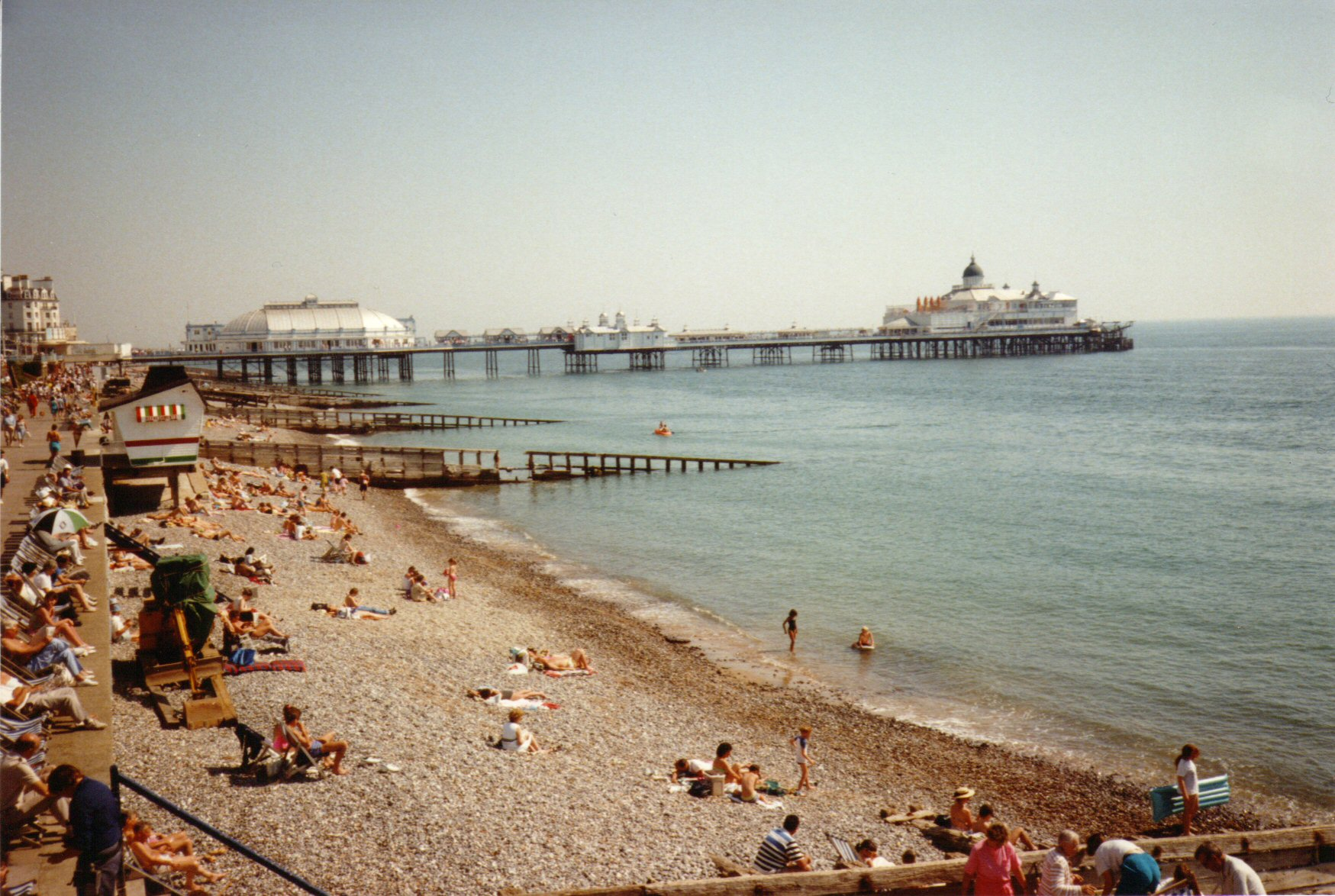
Eastbourne Pier, Blick von Südwesten
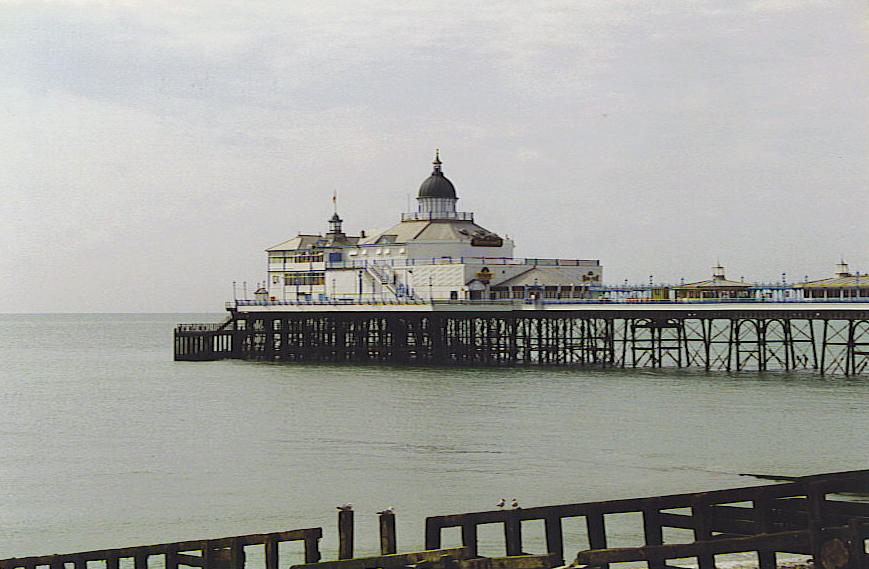
Blick von Norden, Sommer 1996
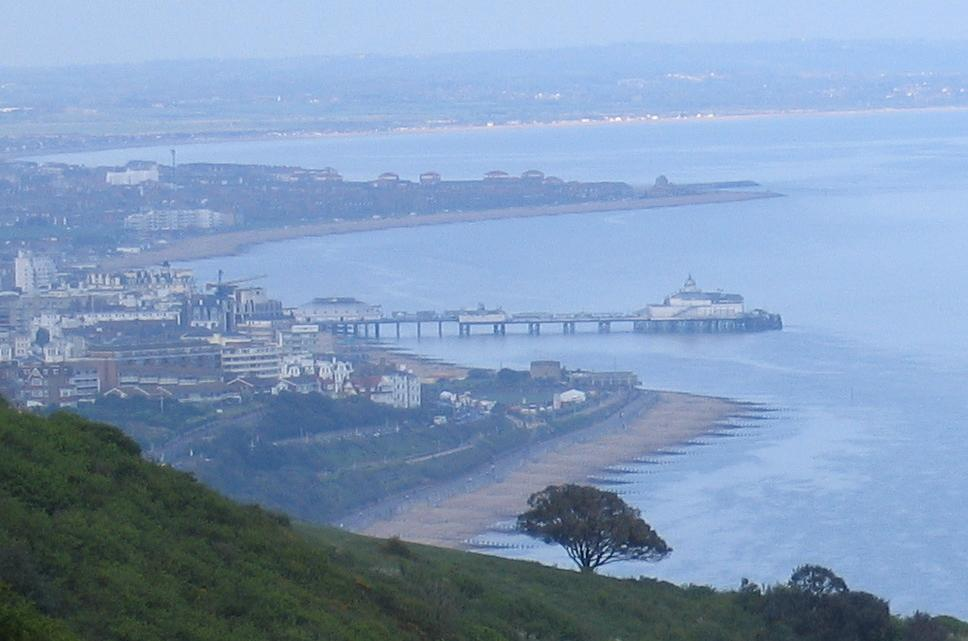
Blick von den South Downs bei Beachy Head
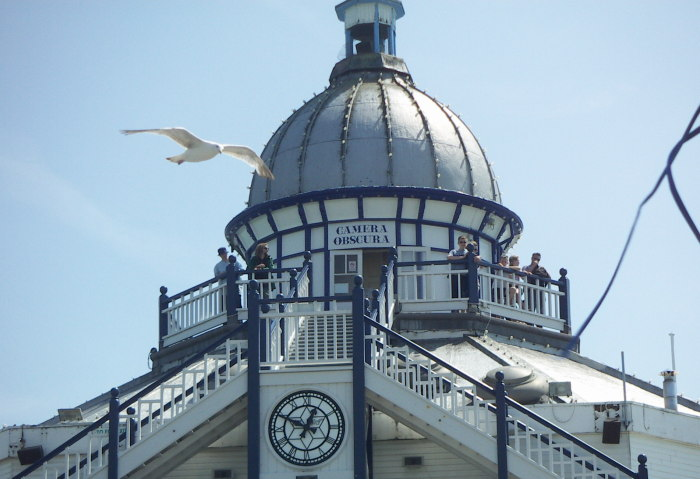
Der Turm des Piers mit seiner Camera obscura

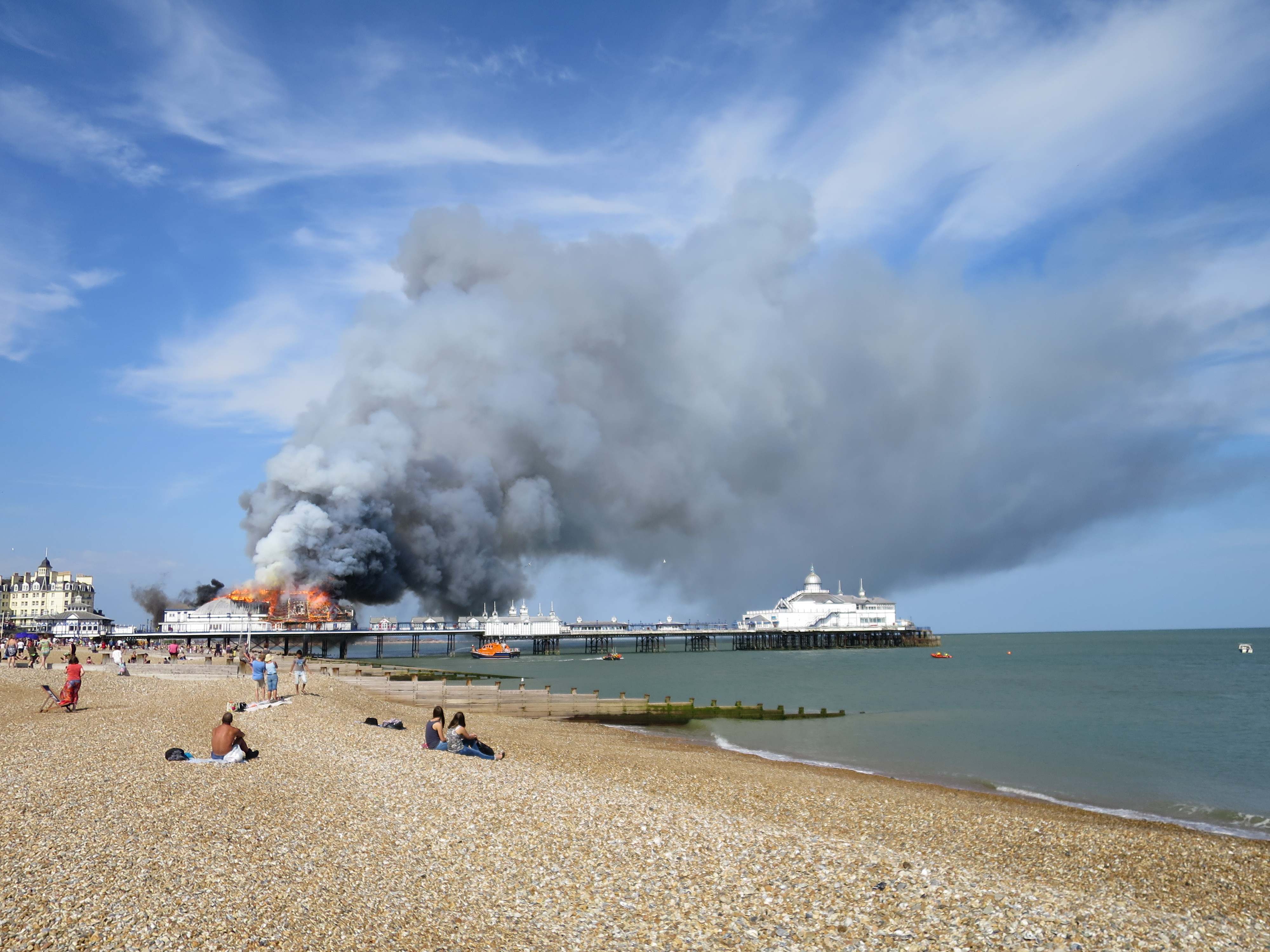
Brand des Eastbourne Piers am Nachmittag des 30. Juli 2014
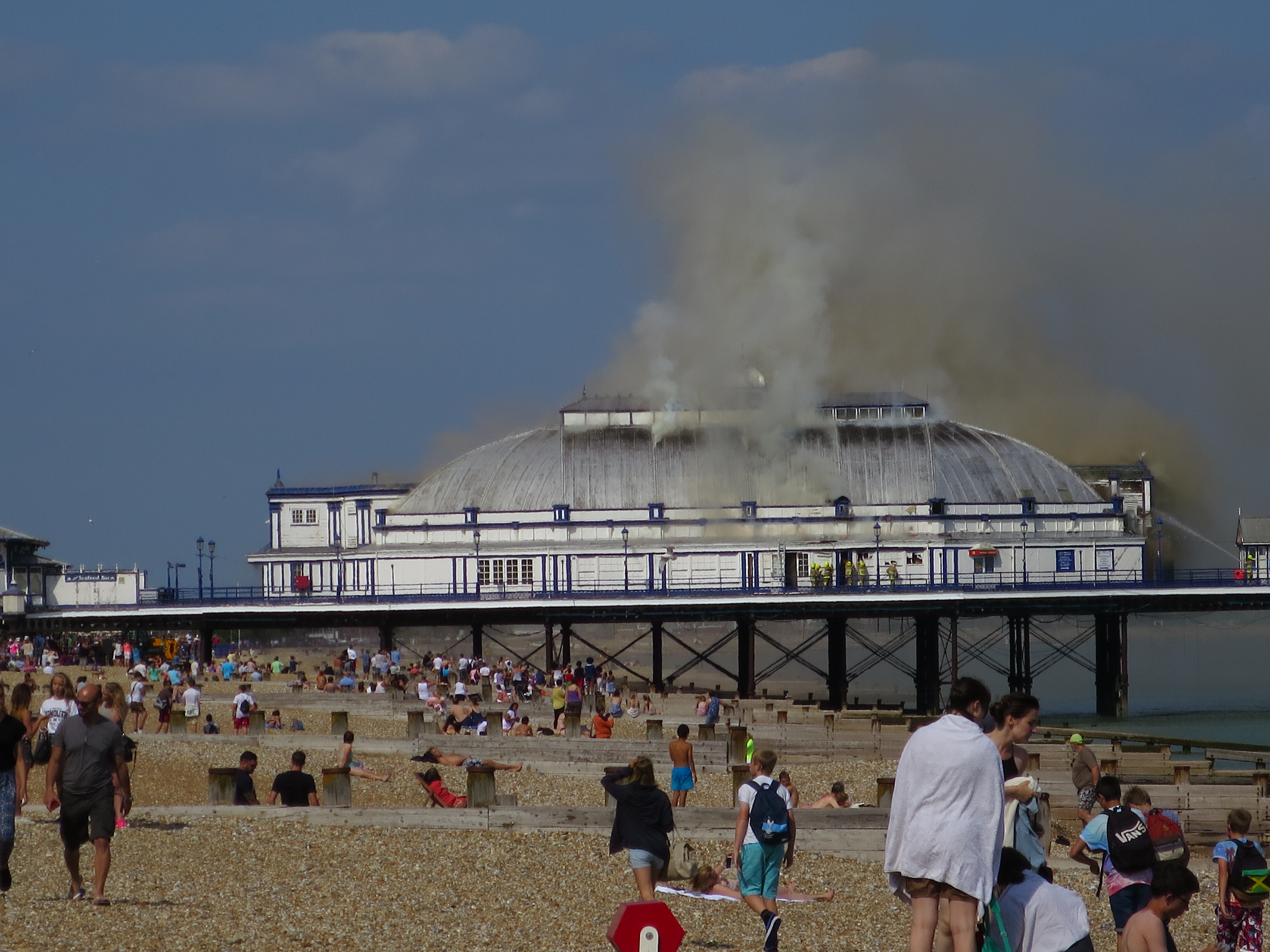
Feuerwehreinsatz an der Haupthalle
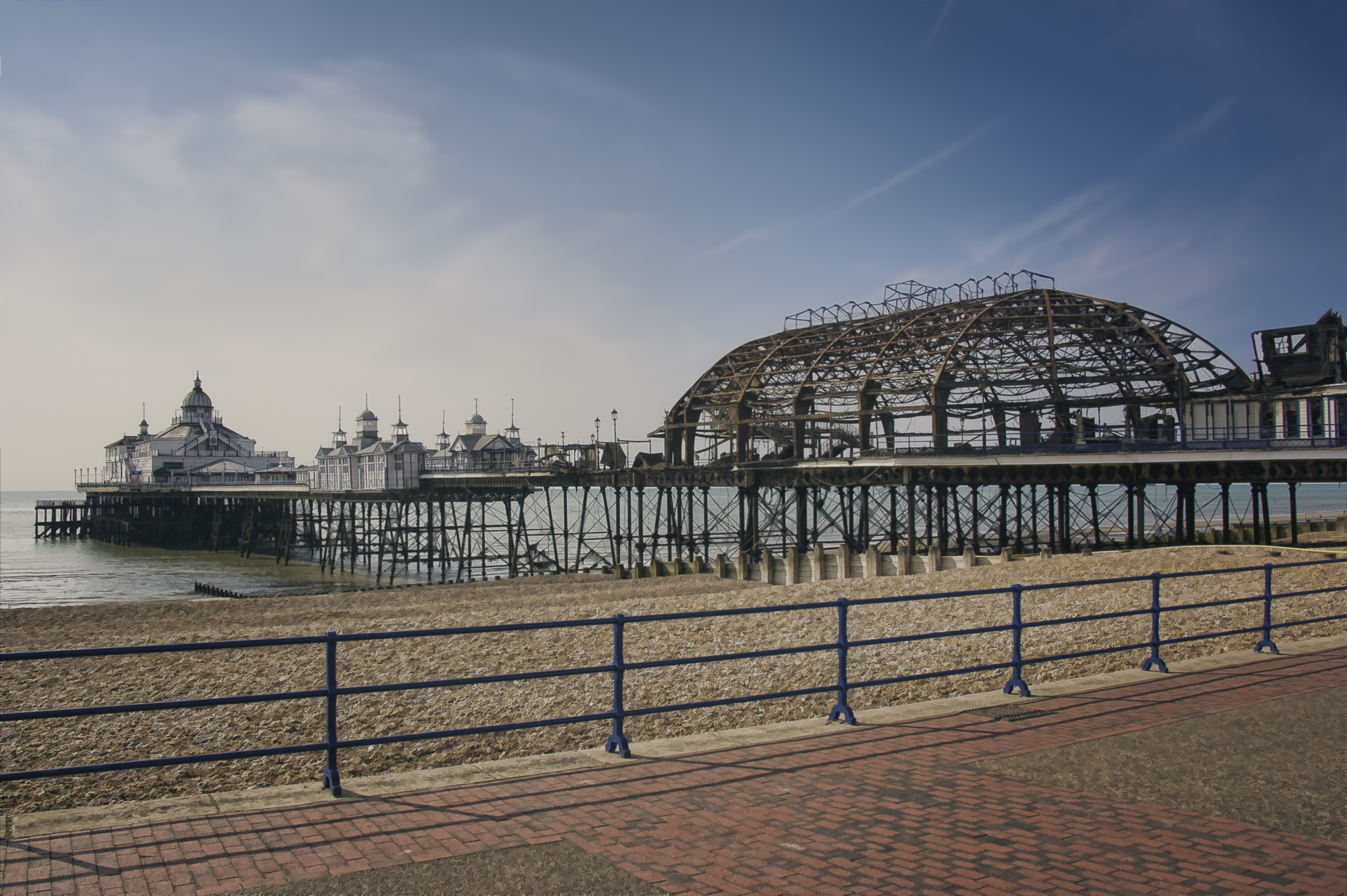
Eastbourne Pier am Tag nach dem Brand
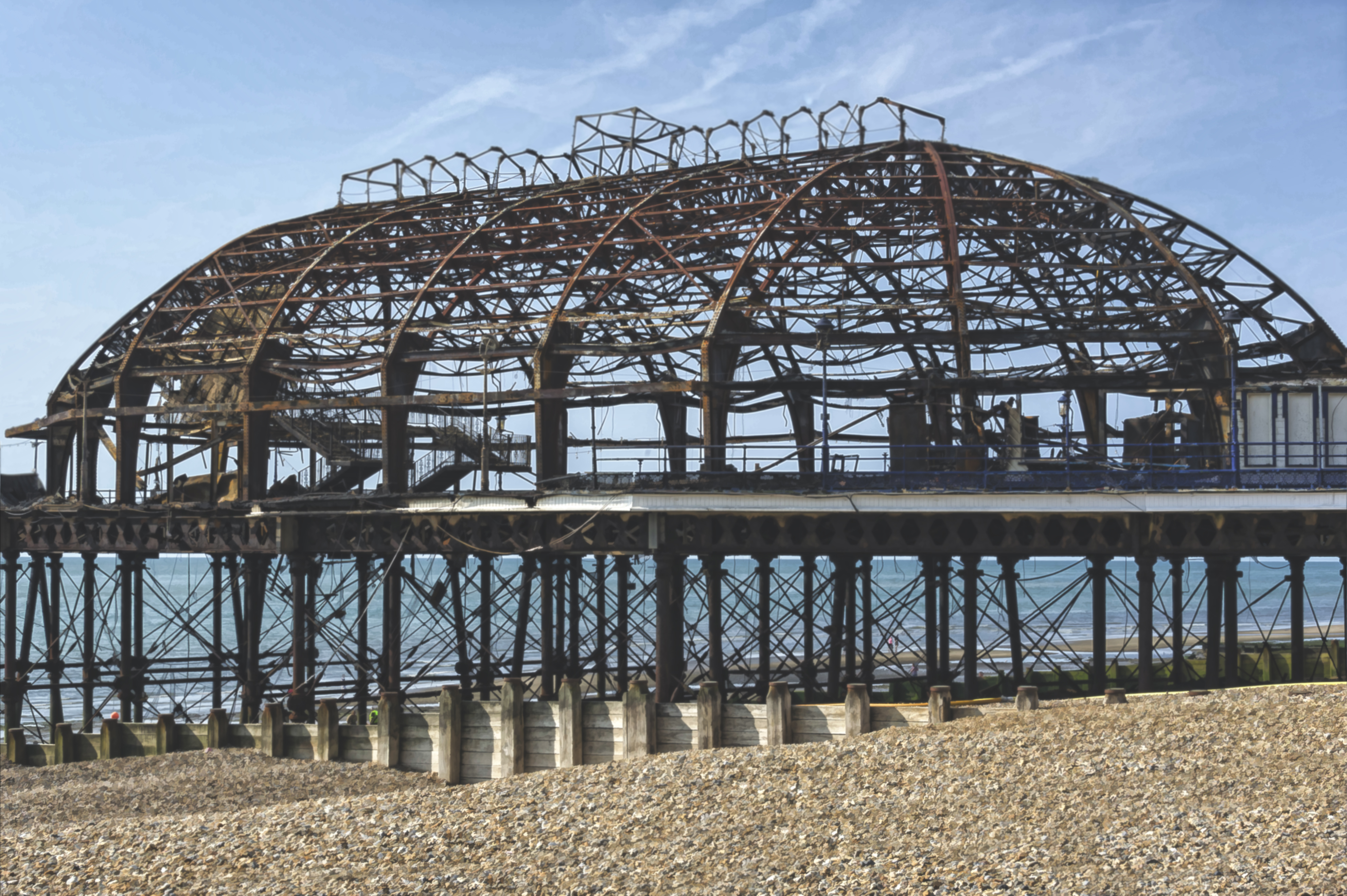
Gerüst der abgebrannten Haupthalle